# ارين جيل
ارين جيل (بالإنجليزية: Warren Gill)‏ هو لاعب كرة قاعدة أمريكي، ولد في 21 ديسمبر 1878 في لادوغا في الولايات المتحدة، وتوفي في 26 نوفمبر 1952 في لاغونا بيتش في الولايات المتحدة.

## وصلات خارجية
- ارين جيل على موقعبيزبول رفرنس.كوم (الدوري الرئيسي) (الإنجليزية)
- ارين جيل على موقعبيزبول رفرنس.كوم (الدوري الثانوي) (الإنجليزية)